# 明石氏
明石氏为日本安土桃山时代至明治时代的一个古老氏族，可分為播磨明石氏和備前明石氏。較知名的人物有明石全登、明石则实和明石景行。